# Andrew Bartlett
Andrew John Julian Bartlett (Brisbane, 4 agosto 1964) è un politico e attivista australiano. Senatore del Queensland dal 1997 al 2008 e dal 2017 al 2018, ha rappresentato i Democratici Australiani nel suo primo periodo al Senato, sia come leader di partito dal 2002 al 2004 sia come capogruppo dei deputati dal 2004 al 2008. Nel novembre 2017 è tornato al Senato come membro dei Verdi Australiani in sostituzione di Larissa Waters dopo la sua squalifica durante la crisi parlamentare di ammissibilità. Si è dimesso nell'agosto 2018 per consentire il ritorno della Waters.

## Biografia
Bartlett è nato a Brisbane, dove ha vissuto tutta la sua vita. Ha origini irlandesi, svizzere, inglesi e greche - il suo trisavolo, che è ritenuto essere stato il primo colono greco in Australia, arrivò ad Adelaide nel 1840.
Ha studiato all'Università del Queensland negli anni 1980, dove si è laureato in arte e lavoro sociale. Prima di entrare in politica, Bartlett era un assistente sociale presso il Dipartimento di Sicurezza Sociale e ha lavorato con una stazione radio alternativa, 4ZZZ FM, come annunciatore e coordinatore finanziario. Ha suonato in un certo numero di rock band locali in questo periodo, come batterista e tastierista. Le band erano:  I Am Vertical, The Cutters e Too Green For Summer (anni dopo registrarono una canzone sul CD Rock Against Howard).
Nel 1990 Bartlett si unì allo staff del senatore del Queensland Cheryl Kernot. Tre anni dopo è entrato a far parte dello staff del senatore democratico John Woodley come consigliere e ricercatore. È stato direttore della campagna democratica del Queensland per le elezioni del 1993 e 1996 e direttore della campagna federale nel 1998. Bartlett è stato nominato nel 1997 per il posto vacante al Senato causato dalle dimissioni di Kernot, ed è stato eletto per un mandato di sei anni alle elezioni parlamentari del 2001.

## Senatore democratico (1997-2008)
Attivista per rifugiati e richiedenti asilo, Bartlett è stato l'unico parlamentare australiano ad aver visitato tutti i centri di detenzione di rifugiati in Australia, nonché quelli sull'Isola di Natale e Nauru (centri di detenzione al largo della terraferma australiana), dove è andato quattro volte a incontrare i detenuti.
Bartlett ha avviato l'inchiesta del Senato sul sistema di determinazione dei rifugiati in Australia, che ha prodotto il rapporto "Sanctuary Under Review" nel 2000 e ha partecipato a numerose altre indagini della commissione in materia di immigrazione.
Bartlett ha parlato molte volte a nome di coloro che vivono in condizioni di povertà, nonché di disabili fisici e mentali. Si interessa anche molto all'ambiente e al benessere degli animali. Nel 2003 ha presentato un disegno di legge di un membro privato per la revisione del sistema di benessere degli animali in Australia. La sua petizione per porre fine al commercio di esportazione di ovini vivi ha ricevuto oltre 100.000 firme.
Bartlett era contrario al coinvolgimento dell'Australia nell'invasione dell'Iraq del 2003. Ha presentato una proposta di legge di un membro privato progettata per garantire che nessun Primo Ministro australiano possa nuovamente mandare in guerra il Paese senza il consenso di entrambe le camere del Parlamento. Quando il disegno di legge è stato discusso in Senato, i relatori di entrambi i principali partiti hanno manifestato la propria opposizione, sebbene non sia stato adottato un voto formale.
Bartlett ha anche portato avanti una campagna per i diritti dei gay. Nel 2004 ha pianto nella camera del Senato su una proposta di legge per definire il matrimonio solo tra un uomo e una donna, che ha definito una "vergogna assoluta".
Bartlett ha co-sponsorizzato il Cluster Munitions (Prohibition) Bill 2006, presentato al Senato il 5 dicembre 2006. Se approvato, impedirebbe all'Australia di utilizzare, fabbricare o possedere munizioni a grappolo.

## Leader dei Democratici Australiani

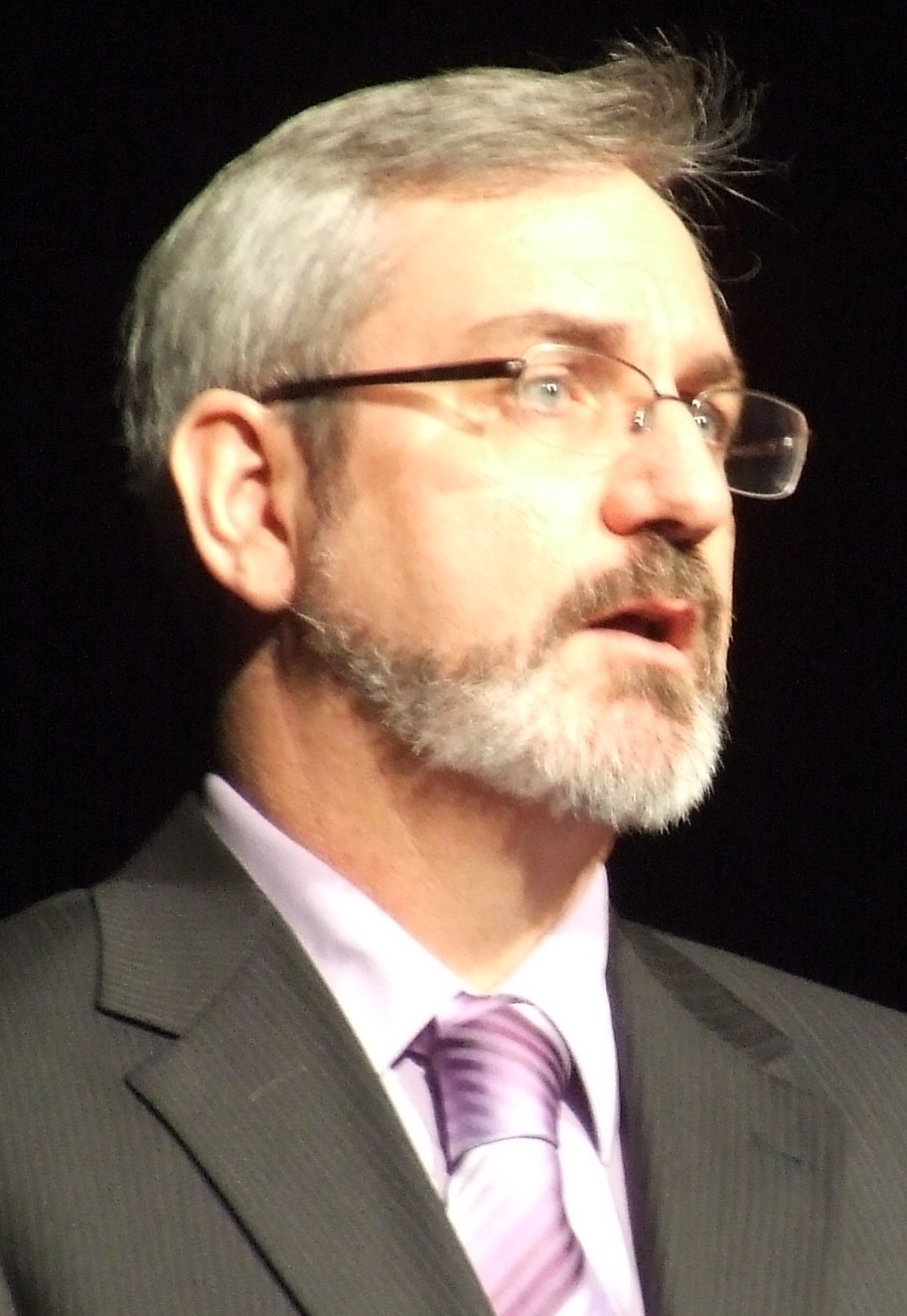
Bartlett parla come capogruppo dei Democratici nel 2007

Dopo le dimissioni dell'allora capogruppo del partito al Senato Natasha Stott Despoja il 21 agosto 2002, Bartlett è stato eletto alla guida del Partito Democratico in ottobre, soppiantando il leader temporaneo Brian Greig.
In una certa misura, Bartlett ha stabilizzato l'interno del partito dei Democratici e si è fortemente pronunciato contro il maltrattamento dei rifugiati da parte del governo e la cattiva amministrazione del Dipartimento dell'Immigrazione. Ha anche supervisionato l'uso da parte dei senatori democratici del loro potenziale ruolo di bilanciamento del potere per influenzare l'aumento dei finanziamenti per Medicare, la protezione dei pagamenti previdenziali di genitori soli, disoccupati e disabili, e il diritto di alcune coppie omosessuali a diritti di pensione equivalenti a quelli goduti da coppie eterosessuali.
Nel dicembre 2003 Bartlett ha rassegnato le dimissioni dalla sua leadership al Senato. Accusato dalla senatrice liberale Jeannie Ferris di averla maltrattata fisicamente e verbalmente quando lo ha affrontato dopo aver lasciato la camera del Senato dopo un voto, Bartlett le ha chiesto scuse senza riserve, ammettendo di aver maltrattato la senatrice. Bartlett, che aveva bevuto a una funzione del Partito liberale tenutasi appena fuori dalla camera, fu accusato di aver rubato cinque bottiglie di vino dalla funzione. Dopo che Ferris aveva recuperato il vino, Bartlett si avvicinò a lei e fu accusato di averla afferrata per un braccio e averla maltrattata verbalmente, sia all'interno della camera sia lungo un cortile esterno. Il video parlamentare di parte dell'incidente sembrava mostrare che Bartlett era ubriaco nella camera. Le successive scuse formali di Bartlett furono accompagnate da una bottiglia di vino, che Ferris descrisse come "del tutto inappropriata ... come scusa per il comportamento da ubriachi che comporta abusi e attacchi fisici". Al contrario, il senatore liberale Brett Mason, che ha assistito all'incidente, ha dichiarato: "Forse è stato fatto un po' più dell'incidente di quanto avrebbe dovuto essere fatto. Penso che sia stato sovrastimato dai media e da tutti." Il senatore laburista Claire Moore è stato menzionato sulla rivista The Bulletin, secondo la quale avrebbe detto che Bartlett era stato "ingiustamente demonizzato".
Bartlett riprese il comando parlamentare del partito nel gennaio 2004, assicurando che si sarebbe astenuto totalmente dall'alcool. Tuttavia, i livelli di supporto del partito rimasero allo stesso livello basso a cui erano caduti al momento delle dimissioni di Stott Despoja. Non è stato in grado di aumentare il sostegno del partito fino alle elezioni parlamentari del 2004 in cui i democratici stavano difendendo tre seggi al Senato. Tutti e tre i posti furono persi: uno andò ai Verdi e due ai Liberali. Il partito scrutò quello che all'epoca era il voto più basso dalla loro fondazione nel 1977.

## Dalle elezioni del 2004 al 2015
Dopo le elezioni del 2004, Bartlett non ha ottenuto la leadership, assumendo invece la carica di vice-guida sotto Lyn Allison. Bartlett è stato sconfitto alle elezioni parlamentari del 2007, prendendo solo l'1,88% dei voti nel Queensland. Il voto democratico fu persino più basso in altri stati e il partito perse tutti i seggi rimanenti del Senato. Ha lasciato il Senato alla scadenza del suo mandato nel giugno 2008.
Ottenne una posizione come ricercatore part-time con il Migration Law Program presso l'Università Nazionale Australiana. Da allora è tornato ad essere un annunciatore sulla stazione radio FM 4ZZZ di Brisbane, ed è stato anche presidente del consiglio di amministrazione di 4ZZZ dal 2014 al 2017. Di tanto in tanto scrive pezzi per siti web come Crikey, New Matilda, The Drum e Online Opinion.
Nel novembre 2009 il leader dei Verdi Bob Brown ha annunciato che Bartlett avrebbe corso per il seggio di Brisbane alle elezioni parlamentari del 2010 come candidato per i Verdi Australiani. Bartlett è arrivato terzo nel seggio alle elezioni del 2010, guadagnando il 21,3% dei voti con uno scarto ai Verdi di poco più del 10%.
Nel maggio 2012 Bartlett si candidò a sindaco di Brisbane per i Verdi, ottenendo il 10,7% dei voti, un aumento del 2,3% rispetto alle precedenti elezioni.
Nel 2015, anni dopo l'oblio parlamentare dei democratici, il partito fu cancellato dalla Commissione elettorale australiana. Parlando come ex leader democratico, Bartlett disse che il sostegno del partito all'introduzione del GST da parte del governo Howard era "politicamente catastrofico", ma "l'ultima goccia" per il partito fu la scomparsa di Stott Despoja come leader nel 2002:
(Andrew Bartlett (2015))

## Senatore dei Verdi dal 2017 al 2018
Bartlett è stato presentato dai Verdi Australiani come candidato al Senato per il Queensland alle elezioni parlamentari del 2016. Sebbene non abbia raggiunto la quota per l'elezione, la sua collega senatrice Larissa Waters ha rassegnato le dimissioni il 18 luglio 2017 dopo aver scoperto di avere una doppia cittadinanza australiana e canadese. È stata dichiarata non ammissibile il 27 ottobre 2017. Come seconda persona degli eletti al Senato dei Verdi australiani del 2016, l'ha sostituita dopo un nuovo conteggio. Dopo che la sua elezione è stata annunciata il 10 novembre, Bartlett ha prestato giuramento come senatore per il Queensland il 12 novembre 2017. Nonostante le agitazioni di una resa dei conti preselettiva tra lui e Waters per le prossime elezioni del Senato, il 9 febbraio 2018 Bartlett ha annunciato che non avrebbe cercato di rimanere al Senato, optando per la preselezione per il seggio del Queensland a Brisbane nella Camera dei rappresentanti. Il 16 giugno 2018 Bartlett ha annunciato che avrebbe rassegnato le dimissioni dal Senato alla fine di agosto per essere sostituito dalla Waters. Le dimissioni sono state formalmente presentate al Presidente del Senato il 27 agosto 2018.

## 2019
Bartlett si è candidato nella circoscrizione di Brisbane per la Camera dei rappresentanti alle elezioni parlamentari del 2019, ottenendo il 22% dei voti, ma non è stato eletto.

## Vita privata
Bartlett è un attivista per i diritti degli animali e i diritti umani.
Durante la Mental Health Week del 2013, Bartlett ha scritto un articolo per il Courier-Mail in cui parla del suo ricovero in ospedale per depressione nel 2012.
Ha una figlia di nome Lillith.